# Уметничка школа „Стеван Мокрањац” Неготин
Уметничка школа „Стеван Мокрањац” у Неготину, у зависности од узраста, својим полазницима пружа се могућност образовања на три нивоа: основно, средње и високо музичко образовање. Како би музичко образовање било приступачно и деци млађег узраста уведен је и припремни разред.
Уметничка школа у Неготину располаже потребним школским простором и опремљена је музичким инструментима, као и осталим савременим радним и наставним средствима. 